# Gaston Dupont
Pour les articles homonymes, voir Dupont.
Gaston Dupont est un homme politique français né le 12 janvier 1872 à Gençay (Vienne) et mort le 14 février 1953 à Nice (Alpes-Maritimes).
Médecin, il est maire de Lussac-les-Châteaux de 1902 à 1940 et de 1944 à 1946, conseiller général de 1910 à 1919 et député de la Vienne, inscrit au groupe de la Gauche radicale, de 1910 à 1912.

## Sources
- « Gaston Dupont », dans le Dictionnaire des parlementaires français (1889-1940), sous la direction de Jean Jolly, PUF, 1960 [détail de l’édition]